# Spangsbro
Spangsbro er en lille by på Nordvestsjælland med 727 indbyggere  (2024). Spangsbro er beliggende i Tømmerup Sogn fire kilometer øst for Kalundborg nær Saltbæk Vig. Byen tilhører Kalundborg Kommune og er beliggende i Region Sjælland.